# Phoxophrys nigrilabris
Phoxophrys nigrilabris är en ödleart som beskrevs av  Peters 1864. Phoxophrys nigrilabris ingår i släktet Phoxophrys och familjen agamer. Inga underarter finns listade i Catalogue of Life.